# Hawzen
Hawzen est une ville du nord de l'Éthiopie, située dans la Misraqawi Zone du Tigré. Elle se trouve à 2 105 mètres d'altitude.

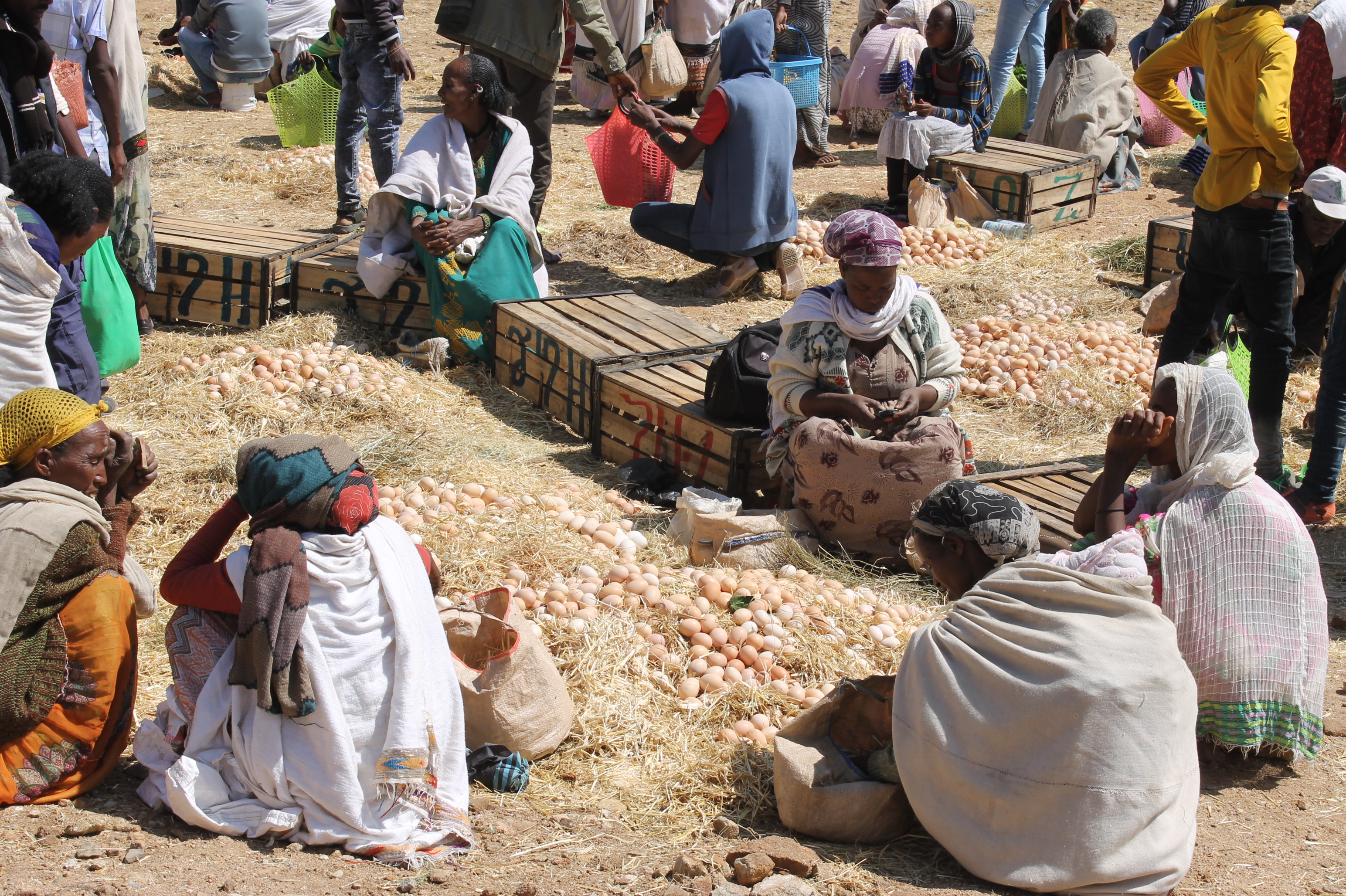
Femmes au marché à Hawzen.